# Affecking
Affecking is een plaats in de Duitse gemeente Kelheim, deelstaat Beieren.